# お昼ですABC! 一本勝負
『お昼ですABC! 一本勝負』は、朝日放送（ABCラジオ）で1980年4月から1984年3月まで生放送されていたラジオ番組。
タイトルは「お昼ですABC! 文珍の一本勝負」（1980年4月 - 1983年3月）、「お昼ですABC! エキスタ一本勝負」（1983年4月 - 1984年3月）。本項ではこれら全てについても説明。　

## 概要
- 前番組の「鋭ちゃんのハイサイ歌謡曲」のパーソナリティの中村鋭一が参院選への再挑戦のため番組終了に伴い放送開始[3]。
- 放送開始当初は「お昼ですABC! 文珍・???の一本勝負」[注釈 1]としてゲストパーソナリティとのトーク番組だった[3]。準レギュラーとして出演したゲストパーソナリティは、森昌子、森山良子、大上留利子、五輪真弓、マッハ文朱、イルカ、淡谷のり子、他多数[3]。文珍はゲストパーソナリティの個性の引き立てに専念するため、脇役的なポジションを務めていた[3]。
- 1983年4月からはABCエキスタからの放送になった[4]。

## 放送時間
- 月曜日～金曜日 12:15 - 13:30

## 出演者
- 桂文珍

## コーナー
- 久しぶりね○○さん
- 本日のベストテン
- 文珍の直撃インタビュー
- デンワでジャンケングーチョキパー
  - 応募した中から選ばれたリスナーは電話口で、口頭で文珍と5回戦制のじゃんけんをする。挑戦方法は次の2通りあり、「1万円コース・ガッチリ型」は賞金積立式で負けた時点での賞金がもらえるが、「5万円コース・ギャンブル型」は負けたら即、賞金はゼロになった[5]。
- ニュース
- 天気予報